# Coeloplana mitsukurii
Coeloplana mitsukurii är en kammanetart som beskrevs av Abbott 1902. Coeloplana mitsukurii ingår i släktet Coeloplana och familjen Coeloplanidae. Inga underarter finns listade i Catalogue of Life.